# Nicolai Bryhnisveen
Nicolai Bryhnisveen, född 31 oktober 1991 i Oslo, är en norsk ishockeyback som spelar för Tingsryds AIF i Hockeyallsvenskan.